# Wacław Wrzosek
Wacław Wrzosek (ur. 3 czerwca 1934 w Żyznowie) – polski działacz partyjny i państwowy, nauczyciel, prezydent Siedlec (1978–1979).

## Życiorys
Syn Wincentego i Marianny. Od 1952 do 1959 nauczyciel w szkołach podstawowych w Stanisławowie i Kałuszynie, następnie do 1968 prezes Zarządu Gminnej Spółdzielni „Samopomoc Chłopska” w Kałuszynie. Następnie zajmował stanowisko wiceprezesa i prezesa Powiatowego Związku Gminnych Spółdzielni „SCh” w Mińsku Mazowieckim (1968–1975), a następnie prezesa (1975–1976) i wiceprezesa (1976–1978) Wojewódzkiego Związku Spółdzielni Rolniczych „SCh” w Siedlcach. W 1979 objął analogiczną funkcję prezesa w związku spółdzielni rolniczych w Częstochowie.
W 1955 wstąpił do Polskiej Zjednoczonej Partii Robotniczej. Wchodził w skład Komitetu Wojewódzkiego PZPR w Siedlcach, a od 1978 do 1979 w skład egzekutywy Komitetu Miejskiego PZPR tamże. Pomiędzy 16 marca 1978 a 5 października 1979 prezydent Siedlec.